# قانون مبارزه با تروریسم
قانون مبارزه با تروریسم (انگلیسی: Combating Terrorism Act) در سال‌های ۲۰۱۲–۲۰۱۳ در کانادا به تصویب رسید. در این سال دولت استیون هارپر لایحه مبارزه با تروریسم را در سنا بعنوان طرح S-7 ارائه داد تا برخی از مقررات مربوط به قانون ضد تروریسم کانادا که به موجب یک مهلت پنج ساله به اتمام رسیده بود، تجدید نظر و معرفی جنایات جدید برای ترک کانادا برای پیوستن به یک گروه تروریستی یا آموزش در آن مشخص کند. این لایحه همچنین مجازات، حداکثر حبس برای برخی از جرایم مربوط به مظنونین تروریست‌ها و پناه دادن به آنها را افزایش داد. در روز ۱۹ آوریل، درست پس از انفجارهای دو ماراتن بوستون، دولت دستور کار پارلمان را برای تسریع بتصویب رساندن لایحه S-7 به رای‌گیری در ۲۲ یا ۲۳ آوریل ۲۰۱۳ تنظیم کرد.
در تاریخ ۲۵ آوریل ۲۰۱۳ این لایحه موافقت سلطنتی را کسب کرد.